# Bleptina atymnusalis
Bleptina atymnusalis là một loài bướm đêm trong họ Noctuidae.